# Teymur Bakhtiar
Teymur Bakhtiar (Esfahan, 1914 – 12 agosto 1970) è stato un generale e agente segreto iraniano, fondatore e capo della SAVAK dal 1956 al 1961.

## Biografia
Bakhtiar nacque nel 1914 nella famiglia di Sardar Moazzam Bakhtiari, figura di spicco della tribù dei Bakhtiari. Durante il regime dello Shah questo clan ebbe un notevole peso politico: la seconda moglie di Mohammad Reza Pahlavi, Soraya Esfandiary Bakhtiari e il suo ultimo primo ministro, Shapur Bakhtiar appartenevano ad esso ed erano imparentati con Teymur Bakhtiar.
Dopo avere condotto i propri studi presso scuole francesi a Beirut dal 1928 al 1933, Bakhtiar venne ammesso nella prestigiosa accademia militare di Saint-Cyr.

## Carriera
L'importanza di Bakhtiar nell'esercito iraniano crebbe rapidamente in seguito alla caduta, nel 1953, del primo ministro Mohammad Mossadeq. Molto vicino al primo ministro Fazlollah Zahedi, fu promosso a governatore militare di Teheran.
Bakhtiar lanciò un'estesa campagna di arresti contro il partito comunista iraniano Tudeh: fece arrestare, processare sommariamente e condannare a morte 24 membri del partito.
Bakhtiar, in seguito alle dimissioni di Jafar Sharif-Emami sperando di succedergli quale primo ministro, aveva ricercato l'appoggio americano. L'ambasciata statunitense aveva tuttavia informato lo Shah di tali contatti e quest'ultimo rimosse Bakhtiar dalla posizione di direttore della SAVAK, costringendolo all'esilio. 
Nel 1970 Bakhtiar venne assassinato da un agente della SAVAK durante una battuta di caccia in Iraq.